# 東竜洲

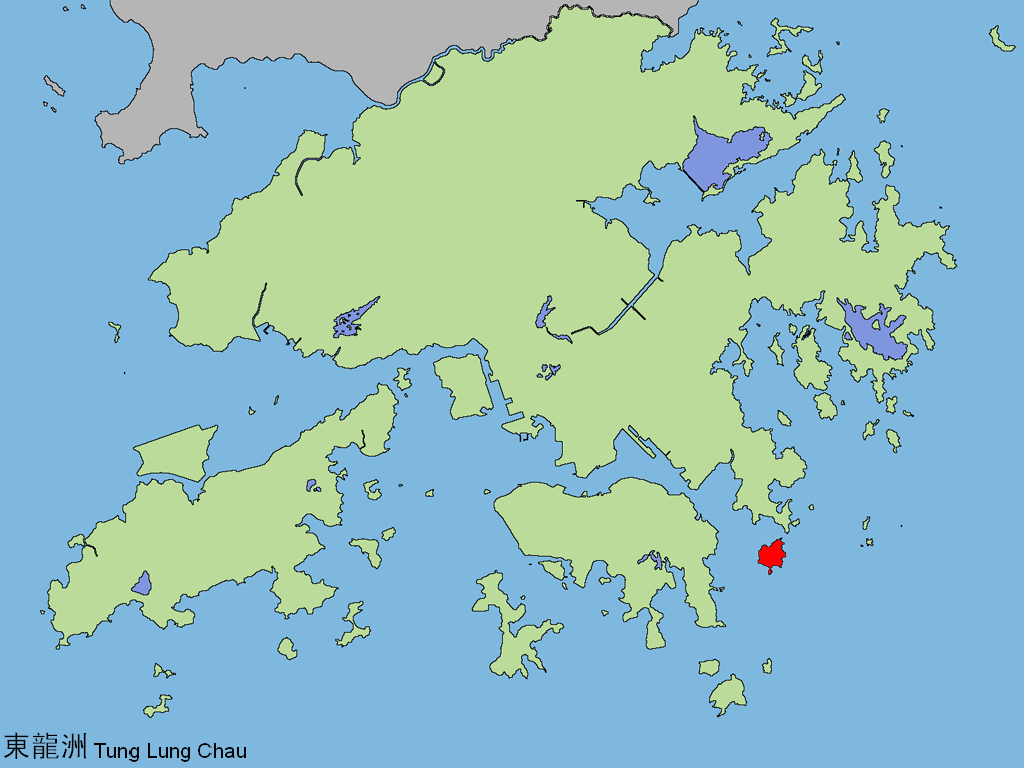
東竜洲の位置

東竜洲（とうりゅうしゅう、広東語：トンロンチャウ、中国語：東龍洲、英語：Tung Lung Chau）は、東竜島（とうりゅうとう、広東語：トンロントウ、中国語：東龍島、英語：Tung Lung Island）とも呼ばれ、香港新界西貢区の最南端にある島である。

## 概要
将軍澳の南東、石澳の東に位置し、仏堂門という海峡の南側にある。面積は約2.42平方キロメートル。
1200年代に東竜洲に税関が設置され、仏堂門の海峡に進入してくる外国船を見張る役割を果たしていた。18世紀には、仏堂門で暗躍していた海賊を取り締まる為に、軍が駐屯し、砲台8門が建設された。現在、住民は漁業などに従事しているが、週末にはハイキング、釣り、ロッククライミングなどを目的にした客が訪れる観光地になっている。島内を周回する山道があり、3-4時間で一周できたが、現在途中で途切れている。砲台の近くには香港政府が指定するキャンプ場がある。

## 交通
東竜洲へ渡るためには、土日祝日にのみ運行されているフェリーに鯉魚門三家村波止場（地下鉄油塘駅から徒歩約15分）から乗り、40分ほどかかる。2013年までは西湾河からもフェリーが出ていたが、不定期になっている。
なお、遭難者の緊急搬送などのために南堂頂の付近にヘリポートが設置されている。

## ギャラリー

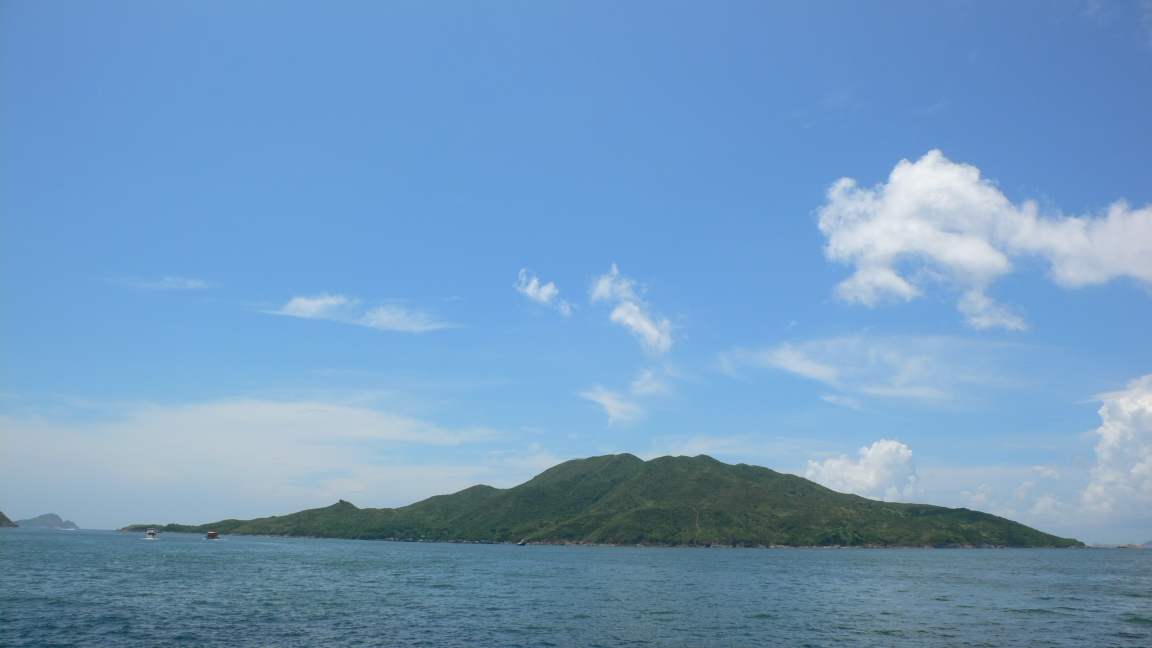
西北側の海から眺めた東竜洲
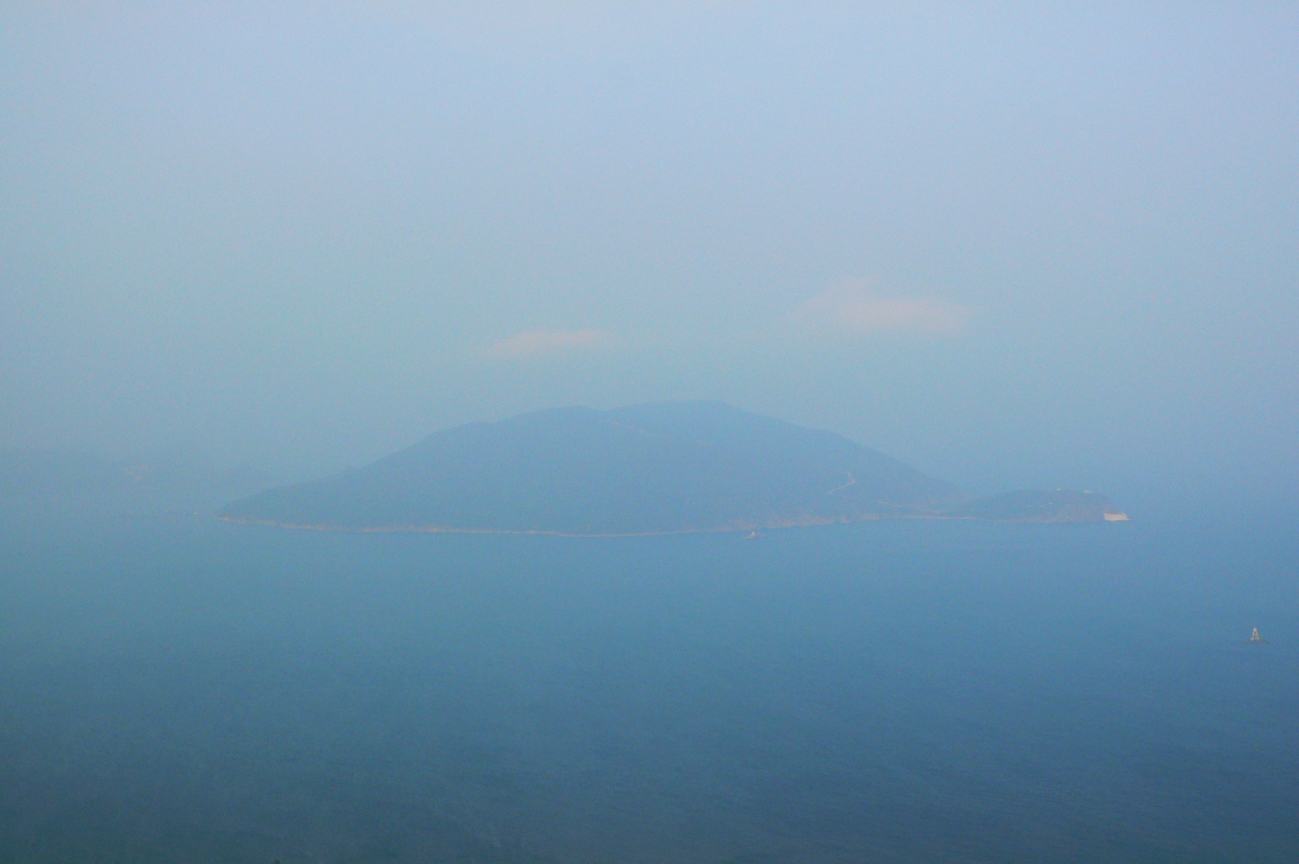
石澳半島の山上から眺めた東竜洲
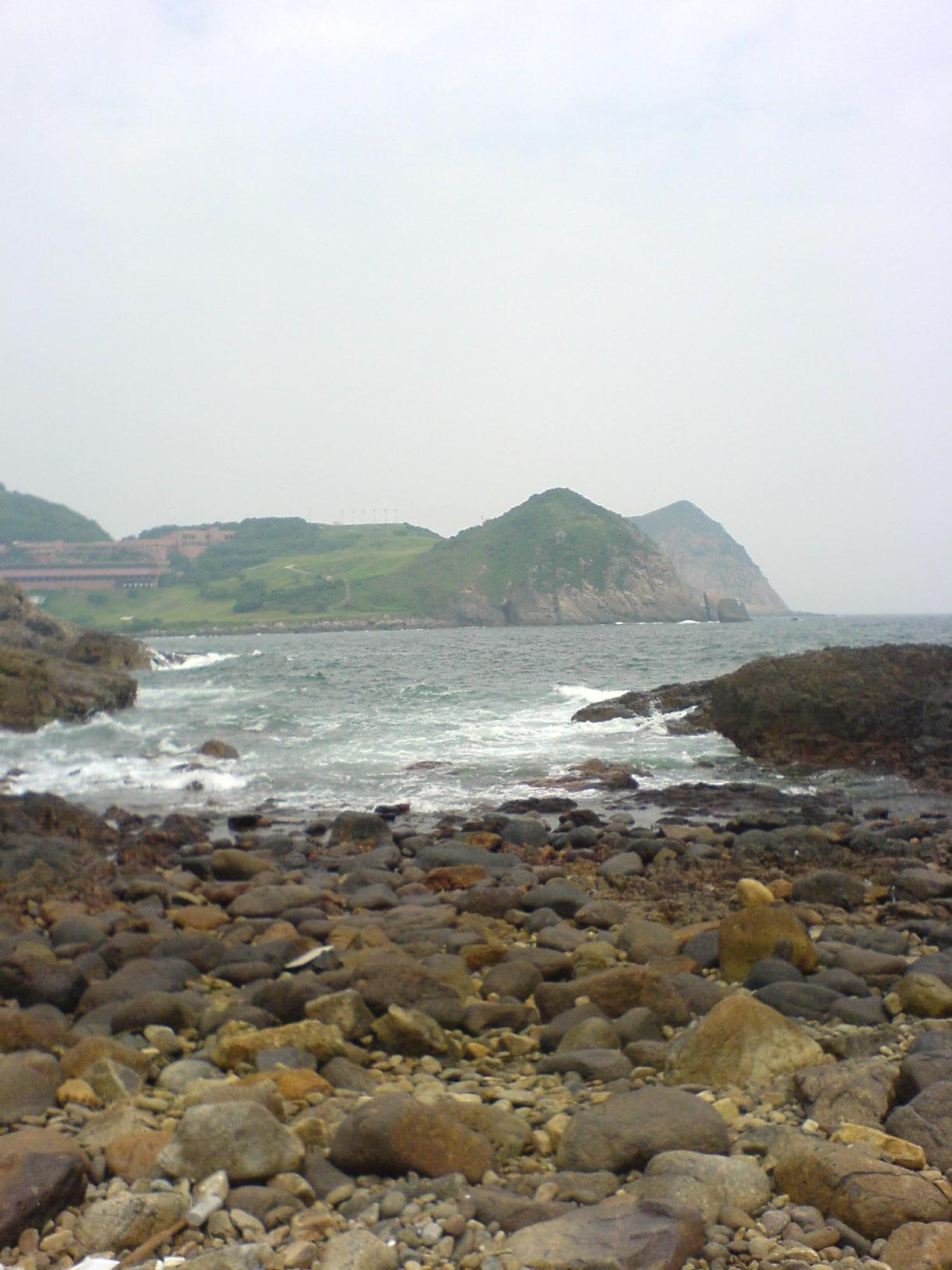
東竜洲の東北角の東竜堡特別地區から眺めた佛堂角